# Geniji
Geniji so literarni lik slovenskega avtorja Slavka Pregla; o njih je napisal dve knjigi: Geniji v kratkih hlačah in Geniji v dolgih hlačah.

## O genijih
Po SSKJ so geniji izvirno ustvarjalni ljudje, z najvišjimi duševnimi sposobnostmi, Pregl pa genije definira in razvršča po dolžini hlač - daljše hlače kot imajo, bolj resno jih je treba jemati. Prve hlače so znamenje naraščajoče poglobljenosti življenja, njihova dolžina tu ni pomembna. 

## Povzetek vsebine
Glavne osebe so Miha, Bob in Pipi. Vsak od fantov ima svojo zgodbo, vendar imajo vsi nekaj skupnega - naporno in občutljivo prehodno obdobje pubertete. Začnejo z vpisom v različne interesne dejavnosti. Bob vstopi med mlade novinarje, Miha v glasbeno šolo z igranjem na es-klarinet, Pipi pa se vpiše med mlade gasilce. Mihu in Pipiju pomeni sodelovanje in druženje v skupini le prehod, ko to prerasteta, odideta in nadaljujeta po t. i. fantovskih stezah. Bob pa ve, da bo lahko s svinčnikom v roki preživel še veliko plodnih let.